# پیتر هریسون (تاریخ)
پیتر هریسون (انگلیسی: Peter Harrison; ۳۰ آوریل ۱۹۵۵ – ) مورخ، و استاد دانشگاه در دانشگاه کوئینزلند اهل استرالیا بود.